# Il Battello a Vapore
Il Battello a Vapore è una collana di libri edita da Edizioni Piemme per ragazzi dai tre ai tredici anni, con tematiche fantasy, horror, e di avventura.
La collana è suddivisa in diverse serie secondo l'età prevista dei lettori e ai generi o argomenti in esse trattati – Serie Classiche, Arcobaleno, Bianca, Azzurra, Arancio e Rossa.

## Storia

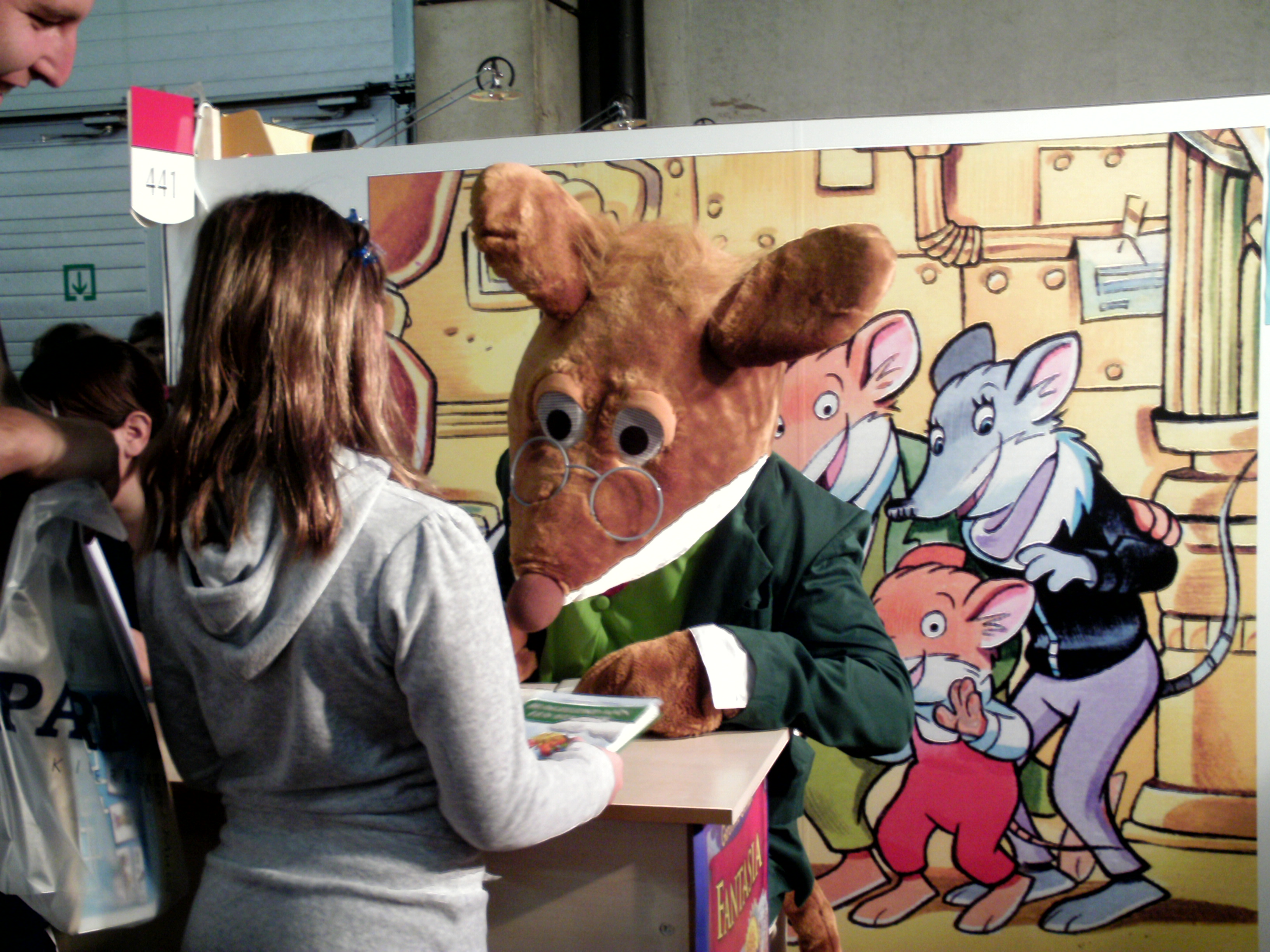
Geronimo Stilton

La collana Il battello a vapore nasce nel 1992 come settore Junior delle Edizioni Piemme.  La collana è suddivisa in diverse serie, offrendo un catalogo contenente libri di narrativa adatti a bambini dai tre ai tredici anni. Piemme acquisisce il nome della collana spagnola, iniziando a proporre testi di letteratura per ragazzi.
I primi direttori editoriali della collana sono stati i dirigenti della Fundaciòn Santa Maria: José Marìa Calvìn, alla guida per i primi due anni e José-Luis Cortés Salinas, alla dirigenza fino al 2002, anno nel quale Il battello a vapore italiano diventa completamente indipendente da quello spagnolo. Ad Alessandra Agnecchi viene affidata la direzione editoriale per un breve periodo, per poi lasciare spazio a Marcella Drago che rimarrà in carica fino al 2007. Nello stesso anno, a seguito di una riorganizzazione di ruoli e strutture, è stata creata la figura del direttore editoriale, alla quale fa capo tutta la redazione. Dal 2007 questo ruolo è assunto da Giovanni Francesio.
Tra gli autori della collana si trovano Pierdomenico Baccalario, Luigi Garlando, Liliana Segre, Daniela Palumbo, Simone Laudiero, Massimo Polidoro, Guido Sgardoli, Eraldo Affinati, Erminia Dell'Oro, Laura Bonalumi, Fabrizio Altieri, Emanuela Nava, Lia Celi, Alessandro Gatti, Angelo Petrosino, Anna Vivarelli, Anna Lavatelli, Sebastiano Ruiz Mignone, Aurora Marsotto, Paolo Colombo sono alcuni degli autori storici de Il battello a vapore.

### La campagna promozionale
Fin dai primi mesi di attività, Il battello a vapore è stato sostenuto da una campagna di marketing.
Nei primi anni di vita della collana Piemme ha organizzato delle campagne di animazione alla lettura.
Per sostenere l'attività di educazione è stata messa a disposizione dei docenti la rivista trimestrale Leggendo Leggendo, con materiali per la didattica della lettura e orientamento alla lettura per ragazzi contemporanea e ai suoi sviluppi.
Tra il 1993 e il 2000 è stato attivo il premio letterario "Il battello a vapore"-Città di Verbania, volto ad arricchire la selezione dei testi e delle illustrazioni della collana. Ogni anno il premio è stato aperto con la presentazione del Rapporto annuale sulla letteratura per ragazzi in Italia, ovvero una ricerca dell'istituto Doxa, affidata da Piemme, con il fine di indagare sull'editoria per ragazzi attraverso temi come le cifre di vendita, gli argomenti dominanti, le tendenze.

## Serie
La collana è suddivisa in diverse serie secondo l'età prevista dei lettori e ai generi o argomenti in esse trattati.
- Le prime serie sono chiamate "classiche", si rivolgono a particolari fasce d'età. Il diverso colore della serie corrisponde ad una progressiva e crescente difficoltà di lettura.[10]
- "Serie Arcobaleno", per i bambini dai quattro ai cinque anni.[10]
- "Serie Bianca", per i bambini dai cinque ai sette anni.[10]
- "Serie Azzurra", per i bambini tra i sette e i nove anni.[2]
- "Serie Arancio", per i bambini dai nove agli undici anni.[2]
- "Serie Rossa", per i ragazzi dagli undici anni in su.[2]

La proposta editoriale si è diversificata nel corso degli anni; tra le pubblicazioni, di cui alcune tradotte in più paesi, si ricordano Geronimo Stilton, Ulysses Moore, Century, Milla & Sugar, Gol!.